# Gekraagde lemming
De gekraagde lemming (Dicrostonyx hudsonius)  is een zoogdier uit de familie Cricetidae. De wetenschappelijke naam van de soort werd gepubliceerd door Pallas in 1778.

## Voorkomen
De soort is endemisch in de noordelijke helft van het Canadese schiereiland Labrador.